# Outer Range
Outer Range, ou Aux frontières au Québec, est une série télévisée américaine en quinze épisodes d'environ 52 minutes créée par Brian Watkins, et diffusée entre le 15 avril 2022 et le 16 mai 2024 sur Prime Video,.

## Synopsis
Les Abbott et les Tillerson, deux familles rurales du Wyoming, sont en bataille judiciaire pour le contrôle de leurs terres. Les Abbott doivent également faire face à la disparition de la femme de Perry Abbott, Rebecca, qui n'a plus donné signe de vie depuis neuf mois. Lorsque Royal Abbott, éleveur de bétail dans le ranch familial, découvre un étrange trou circulaire de quelques mètres non loin de ses terres, et fait la connaissance d'une jeune femme nommée Autumn, cela va précipiter une série d'évènements qui vont bouleverser sa vie et celle de sa famille…

## Distribution

### Acteurs principaux
- Josh Brolin (VF : Philippe Vincent ; VQ : Sylvain Hétu) : Royal Abbott
- Imogen Poots (VF : Marie Tirmont ; VQ : Stéfanie Dolan) : Autumn
- Lili Taylor (VF : Anne Dolan ; VQ : Valérie Gagné) : Cecilia Abbott
- Tom Pelphrey (VF : Marc Arnaud ; VQ : Adrien Bletton) : Perry Abbott
- Lewis Pullman (VF : Adrien Larmande ; VQ : Nicolas Bacon) : Rhett Abbott
- Olive Elise Abercrombie (VF : Clara Quilichini ; VQ : Simone Paradis) : Amy Abbott
- Tamara Podemski (en) (VF : Emmanuelle Rivière ; VQ : Manon Leblanc) : le shérif-adjoint Joy
- Noah Reid (en) (VF : Benoît Cauden ; VQ : Louis-Philippe Berthiaume) : Billy Tillerson
- Shaun Sipos (VF : Valentin Merlet ; VQ : Marc-André Brunet) : Luke Tillerson
- Isabel Arraiza (VF : Alexandra Garijo ; VQ : Lauriane S. Thibodeau) : Maria Olivares

Photos des acteurs principaux
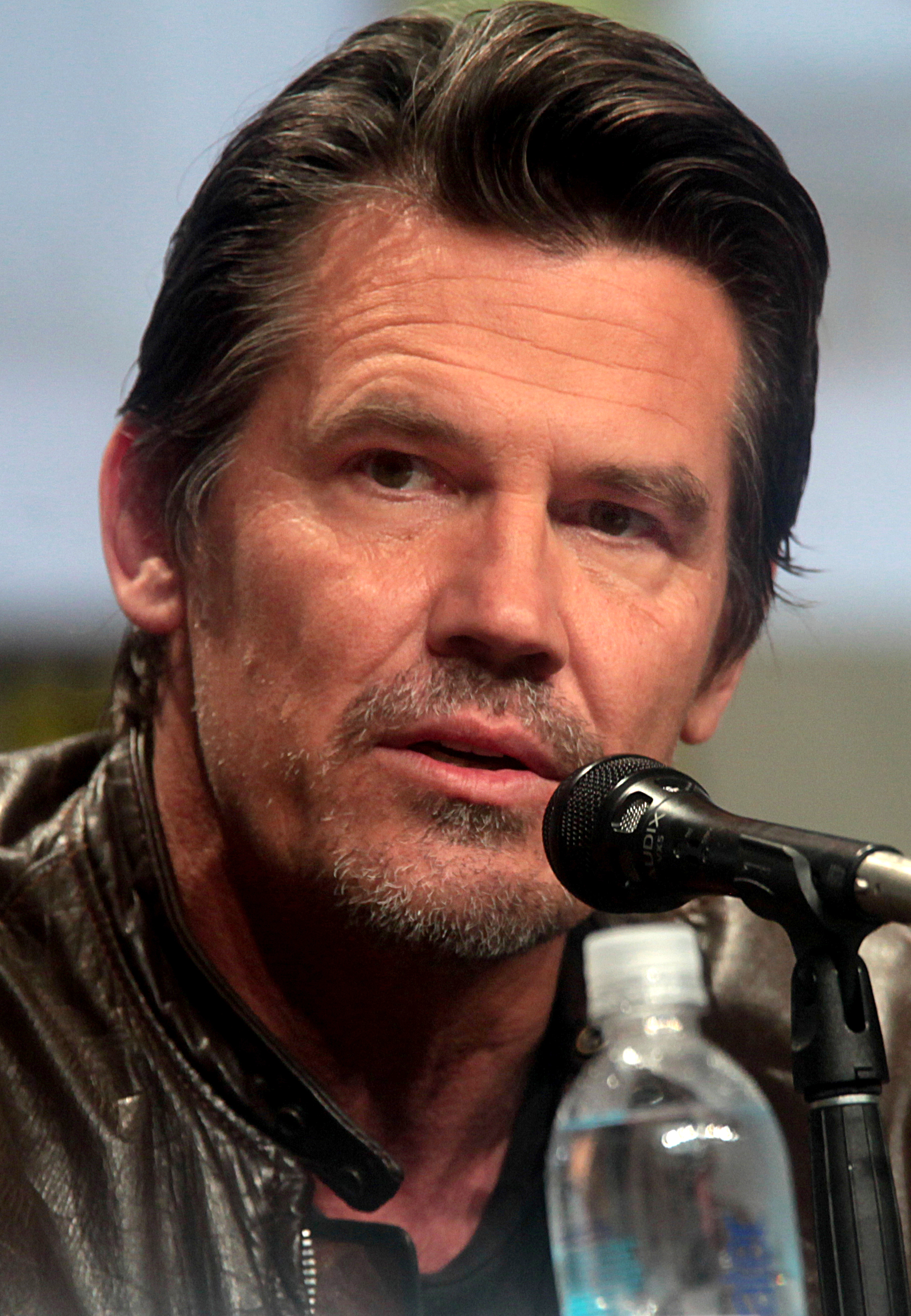
Josh Brolin interprète Royal Abbott
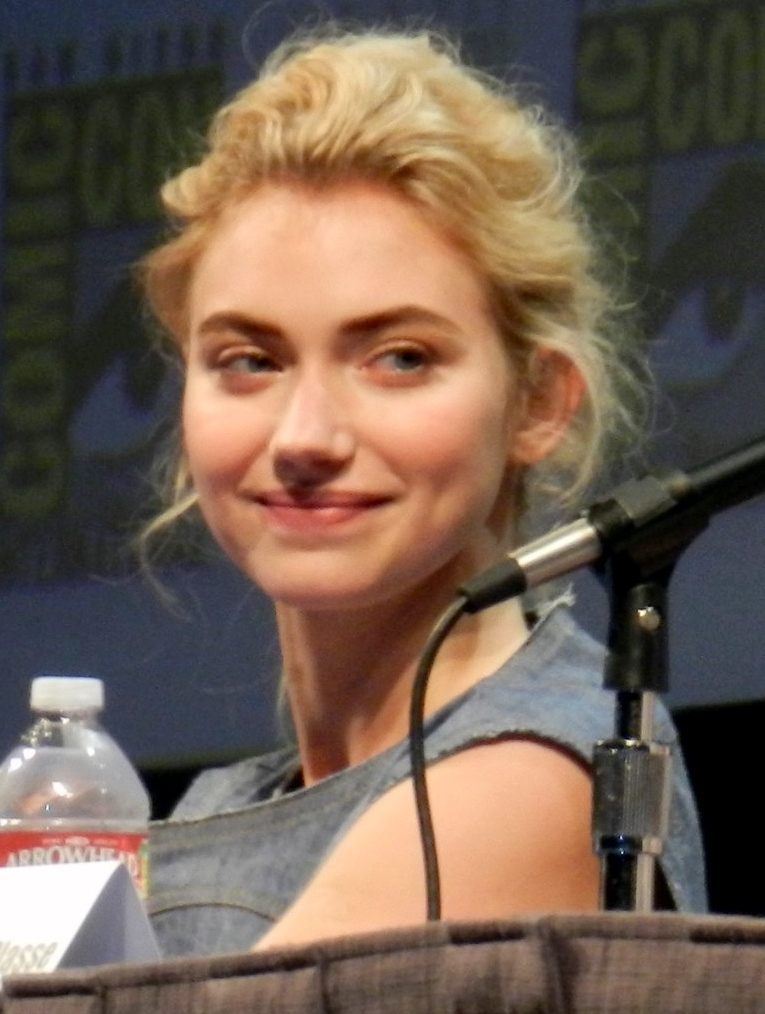
Imogen Poots interprète Autumn
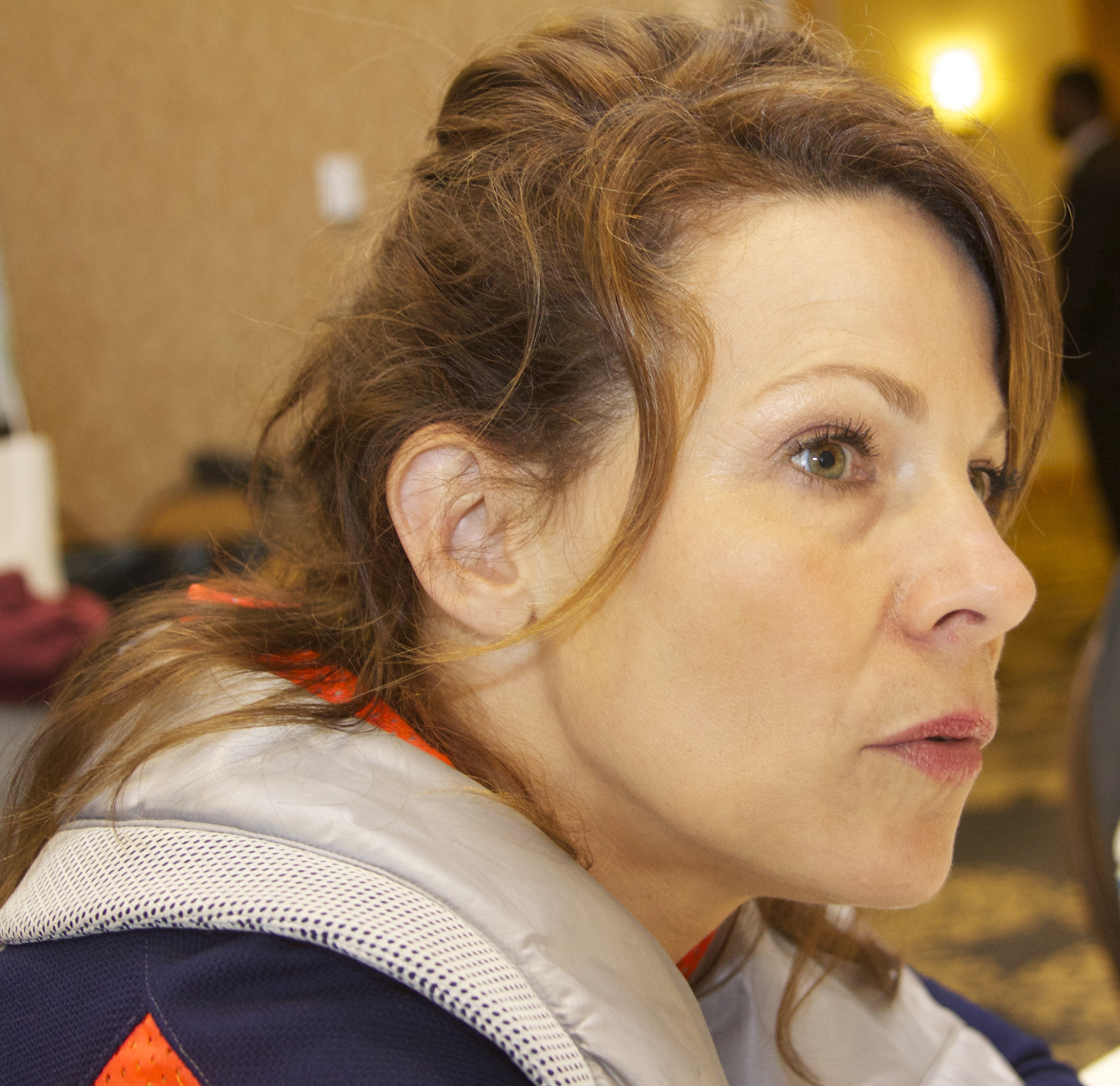
Lili Taylor interprète Cecilia Abbott

### Acteurs récurrents et invités
- Will Patton (VF : Féodor Atkine ; VQ : Bernard Fortin) : Wayne Tillerson
- Deirdre O'Connell (en) (VF : Françoise Vallon ; VQ : Élise Bertrand) : Patricia Tillerson
- Matt Lauria (VF : Benjamin Gasquet ; VQ : Alexis Lefebvre) : Trevor Tillerson
- Matthew Maher (en) (VF : Jérôme Wiggins ; VQ : Tristan Harvey) : le shérif-adjoint Matt
- Kevin Chamberlin : Karl
- Kristen Connolly (VF : Barbara Beretta) : Rebecca Abbott
- Yrsa Daley-Ward : Dr Nia Bintu
- MorningStar Angeline (VF : Christèle Billault ; VQ : Marie-Pier Chamberland) : Martha Hawk
- Ofelia Garcia (VQ : Élodie Fontaine) : Rose Hawk

 Source et légende : version française (VF) sur RS Doublage et Doublage Séries Database
 Source et légende : version québécoise (VQ) sur Doublage.qc.ca

## Production
La série s'inspire problablement d'une légende urbaine "Mel's Hole (en)" dans une émission de radio "Coast to Coast AM" en 1997. Un homme Mel Waters raconte dans l’émission de radio avoir trouvé un trou sans fond dans sa propriété.
Le 6 octobre 2022, la série est renouvelée pour une deuxième saison.
La série est arrêtée le 3 juillet 2024.

## Épisodes

### Première saison (2022)
1. Le Néant (The Void)
2. La Terre (The Land)
3. Trevor a été retrouvé (The Time)
4. Le Deuil (The Loss)
5. Le Sol (The Soil)
6. La Famille (The Family)
7. L'Inconnu (The Unknown)
8. L'Ouest (The West)

Source des titres en français
Source des titres originaux

### Deuxième saison (2024)
Elle a été mise en ligne le 16 mai 2024.
1. Une nuit à Wabang (One Night in Wabang)
2. Des traces quelque part (Traces to Somewhere)
3. Tout le monde souffre (Everybody Hurts)
4. Ode à Joy (Ode to Joy)
5. Le Monde entier est un théâtre (All the World's a Stage)
6. Do-Si-Do
7. La Fin de l'innocence (The End of Innocence)